# Joshua Bassett
Joshua Taylor Bassett (sinh ngày 22 tháng 12 năm 2000) là một diễn viên và ca sĩ người Mỹ. Anh được biết đến với vai chính Ricky Bowen trong High School Musical: The Musical: The Series.

## Tiểu sử
Bassett sinh ra và lớn lên ở Oceanside, California, với cha mẹ là Taylor và Laura. Anh ấy có năm chị em gái và được học tại nhà.
Bassett hát và chơi piano, guitar, ukulele, bass, trống và một số saxophone. Vào ngày 10 tháng 5 năm 2021, anh ấy công khai mình thuộc cộng đồng LGBTQ+ trong một cuộc phỏng vấn. Vào tháng 12 năm 2021, Bassett tiết lộ rằng anh ấy đã từng bị lạm dụng tình dục khi còn nhỏ và thiếu niên. Năm 2023, anh trở thành Cơ đốc nhân và được rửa tội tại nhà thờ truyền giáo Bê-tên.

## Sự nghiệp phim ảnh
| Năm       | Tựa phim                                     | Vai diễn       |
| --------- | -------------------------------------------- | -------------- |
| 2017      | Lethal Weapon                                | Will           |
| 2018      | Game Shakers                                 | Brock          |
| 2018      | Dirty John                                   | Teenage John   |
| 2018      | Stuck in the Middle                          | Aidan Peters   |
| 2019      | Grey's Anatomy                               | Linus          |
| 2019–2023 | High School Musical: The Musical: The Series | Ricky Bowen    |
| 2021      | Limbo                                        | Caleb          |
| 2021      | A Night With Joshua Bassett                  | Himself        |
| 2022      | Better Nate Than Ever                        | Anthony Foster |
| 2022      | Night at the Museum: Kahmunrah Rises Again   | Nick Daley     |

## Âm nhạc
- Joshua Bassett (2021)
- Crisis / Secret / Set Me Free (2021)
- Sad Songs in a Hotel Room (2022)
- Different (2022)